# Albenga
Albenga (latin: Albingaunum) är en stad och kommun i den italienska provinsen Savona, Ligurien, nära havet, vid floden Centa. Kommunen hade 24 091 invånare (2018). Hette tidigare Albium Ingaunum. Bland flera andra fornlämningar märkes en bro, Ponte Lungo, som leder över floden Centa. Staden är av keltiskt ursprung. 